# 전단 시험
전단 시험(剪斷 試驗)은 토질역학 시험에서 흙 시료의 전단 강도를 알아보기 위해 실시하는 시험을 말한다. 종류로는 직접전단시험, 일축압축강도시험, 삼축압축시험이 있으며, 삼축 압축 시험에는 대표적으로 비압밀 비배수 전단 시험(Unconsolidated undrained test; UU test), 압밀 비배수 전단 시험(Consolidated undrained test; CU test), 압밀 배수 시험(Consolidated drained test; CD test)이 있다.

## 목적
흙 시료의 전단 강도는 {\displaystyle S=c+{\bar {\sigma }}tan\phi }로 나타나는데, (c는 점착력, {\displaystyle {\bar {\sigma }}}는 유효 응력, {\displaystyle \phi }는 내부 마찰각) 이 중 c와 {\displaystyle \phi }를 구하기 위해 실시한다. 점착력 c는 흙 시료가 점토인지 모래인지에 따라 다른데, 모래는 점착력이 없으므로 c=0이다. {\displaystyle \phi }는 시험을 통해 그려지는 파괴 포락선의 기울기이다.

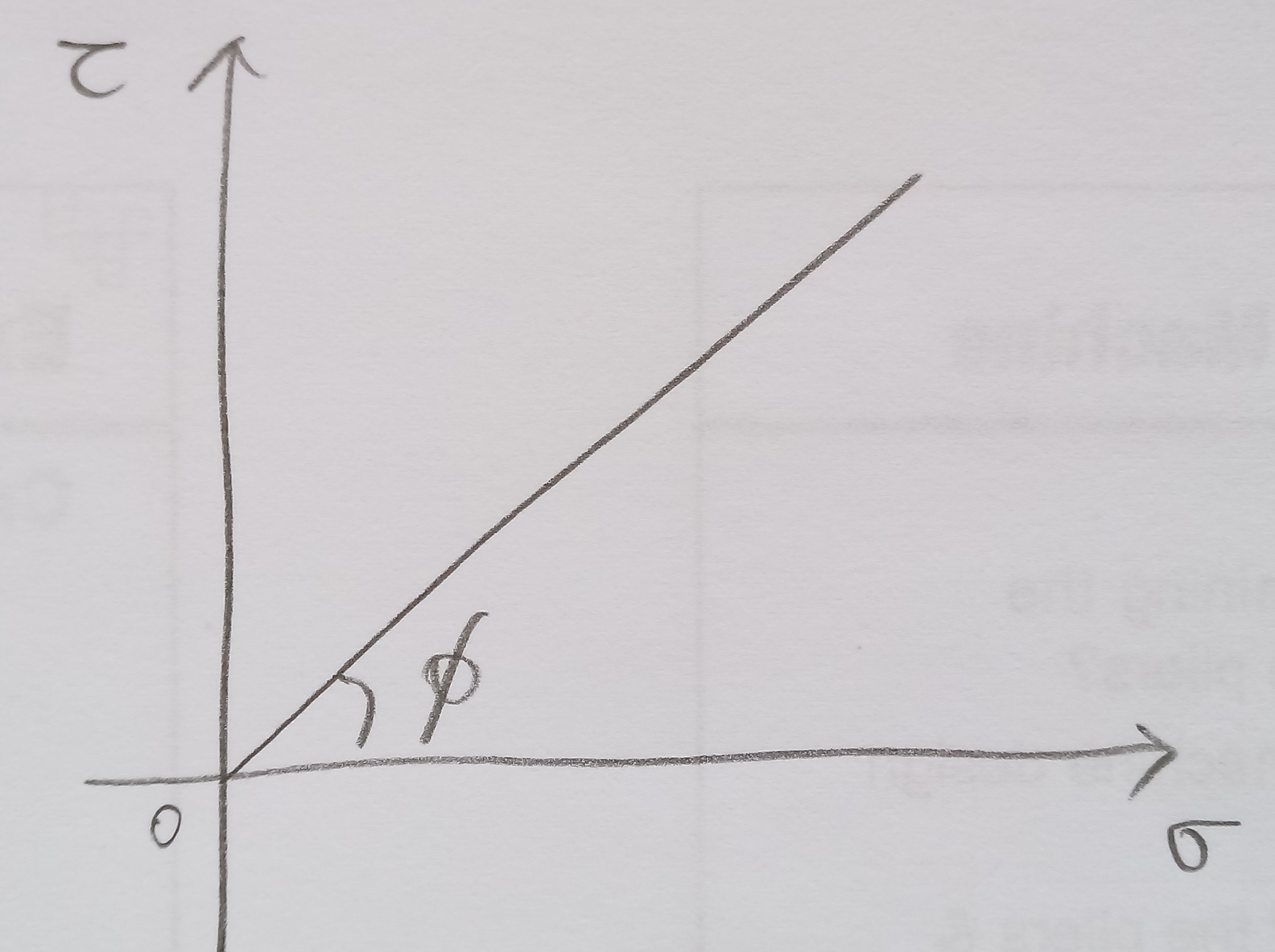
모래 전단강도
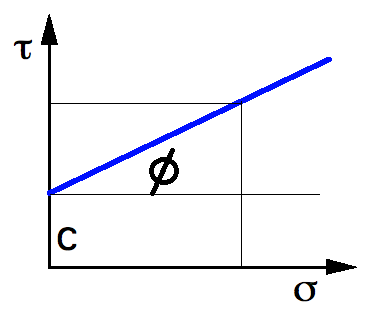
일반 흙 전단강도
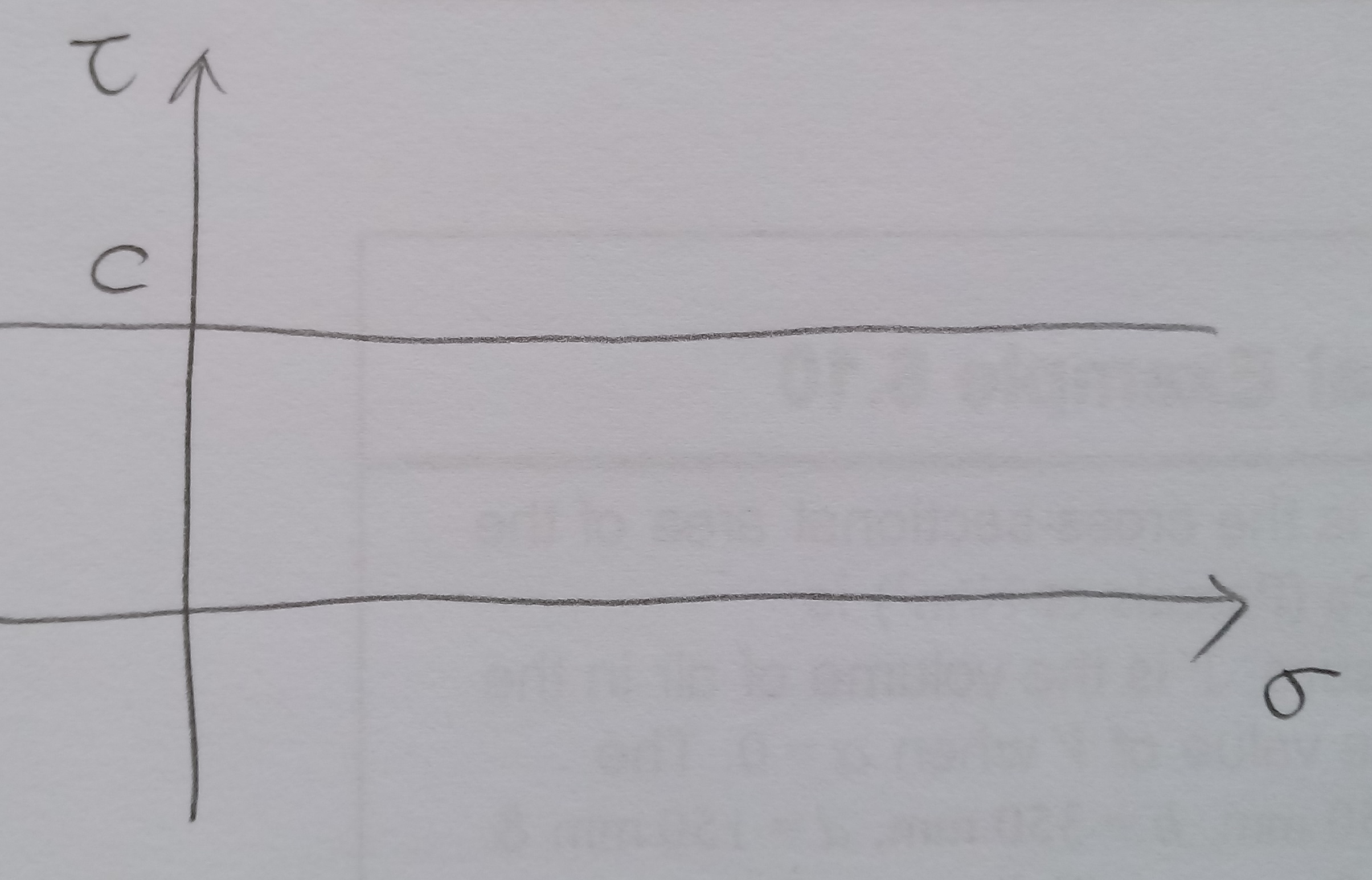
점토 전단강도

## 종류
- 실내 시험

- 직접전단시험
- 일축압축강도시험
- 삼축압축시험

- 비압밀 비배수 전단 시험(Unconsolidated undrained test; UU test)
- 압밀 비배수 전단 시험(Consolidated undrained test; CU test)
- 압밀 배수 시험(Consolidated drained test; CD test)

- 현장 시험

- 표준관입시험
- 베인 시험

## 실내 시험

### 일축 압축 시험

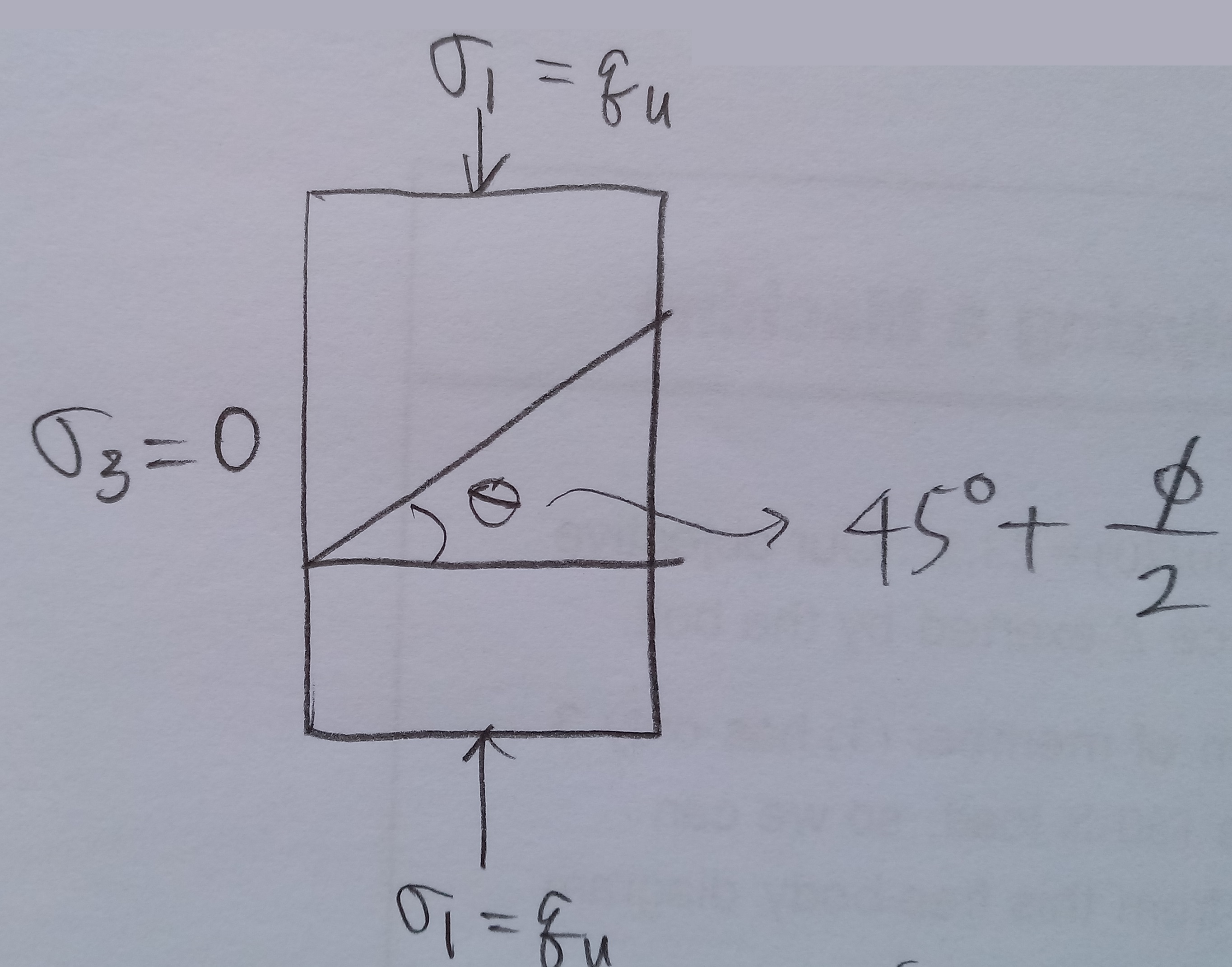
일축 압축 시험

일축 압축 시험은 흙 시료를 수직 방향으로만 하중을 재하({\displaystyle \sigma _{1}\neq 0})하고, 수평방향 하중은 없게({\displaystyle \sigma _{3}=0}) 해서 점성토의 강도와 압축성을 추정하는 시험이다. 일축 압축 강도 공식은 {\displaystyle q_{u}=2c\cdot tan(45^{\circ }+{\frac {\phi }{2}})}이다. 최대 주응력면(수평면)과 파괴면이 이루는 각도를 {\displaystyle \theta }라 하면, {\displaystyle \theta =45^{\circ }+{\frac {\phi }{2}}}이다.

### 삼축 압축 시험

#### 비압밀비배수 전단 시험
사전에 압밀을 시키지 않고, 하중을 재하하면서 배수도 하지 않는 상태로 시료를 파괴하는 시험이다. 이 시험을 적용하는 경우는 다음과 같다.
- 최근 매립된 포화 점성토 지반 위에 구조물을 시공한 직후 초기 안정검토에 필요한 강도정수를 결정할 때
- 성토로 인한 재하속도가 과잉 간극수압이 소산되는 속도보다 빠른 경우
- 포화된 점토지반 위에 급속하게 성토하는 제방의 안정성을 검토할 때
- 점토 지반에 제방을 쌓는 경우 초기 안정 해석을 위해 전단강도를 측정할 때[2]
- 포화 점토지반이 시공 중 함수비 변화가 없을 것으로 예상할 때

#### 압밀비배수 전단 시험
사전에 압밀을 진행한 후 하중을 재하하면서 배수도 하지 않는 상태로 시료를 파괴하는 시험이다.

#### 압밀배수 시험
사전에 압밀을 진행한 후 하중을 재하하면서 배수도 하는 상태로 시료를 파괴하는 시험이다. 이 시험을 적용하는 경우는 다음과 같다.
- 성토된 하중에 의해 서서히 압밀이 되고 파괴도 완만하게 일어나 간극 수압이 발생되지 않거나 측정이 곤란한 경우
- 점토 지반의 장기간 안정 검토 시

## 현장 시험

### 베인 전단 시험
베인 시험(vane test)는 로드(rod)의 끝에 저항체를 설치해서 연약 점성토 지반의 현장 전단 강도를 구하는 현장 전단 시험이다. 베인을 돌리는 최대 모멘트를 {\displaystyle M_{max}}라 하면, 점착력 c는
{\displaystyle c={\frac {M_{max}}{\pi D^{2}({\frac {H}{2}}+{\frac {D}{6}})}}}이다.

## 참고 문헌
- 성안당, <토목기사 과년도 시리즈 - 토질 및 기초>(2015)
- 이인모 (2013). 《토질역학의 원리》 2판. 씨아이알. ISBN 9791156100096.